# Klimeschiopsis discontinuella
Klimeschiopsis discontinuella is een vlinder uit de familie tastermotten (Gelechiidae). De wetenschappelijke naam is voor het eerst geldig gepubliceerd in 1899 door Rebel.
De soort komt voor in Europa.